# والتر ماتزاري
فالتر ماتزاري (بالإيطالية: walter mazzarri)، مواليد 1 أكتوبر 1961 في سان فينتشينزو في مقاطعة ليفورنو في إيطاليا، لاعب كرة قدم إيطالي معتزل، وتمت اقالته من نادي الدرجة الاولى نادي انتر ميلان الإيطالي الإيطالي سنة 2015 ·.
این کسکش هم مارو گایید ،
دوبار درویش رو کیر کرد ماه پیش هم مارو کص گیر آورد الان هم  نمی‌دونم مارو خر کرده یا چی نمیدونم 

## لاعب كرة قدم
والتر ماتزاري لاعب كورة قدم في خط الوسط وقد ترعرع في شباب نادي فيورنتينا، وانتقل عام 1981 الي نادي بيسكارا وفي الموسم التالي انتقل الي نادي كالياري في الدرجة الثانية، بعدها انتقل الي نادي ريجينا، وأول مرة يظهر في دوري الدرجة الأولى الإيطالي كانت مع نادي امبولي وانهى مسيرته 1995 مع نادي ساساري توريس.
مهنة التدريب

## السنوات الأولى
بدأ حياته المهنية مازاري التدريب كمساعد رينزو Ulivieri الحالي امام مضيفه نابولي في عام 1998. جاء فترته الأولى في تهمة في 2001/2002 لدوري الدرجة الأولى الإيطالي C2 الصقلية فريق أتشيريالي، حيث كان لاعبا 1992-1994. بعد ذلك، عاد إلى مسقط رأسه توسكانا لمدرب بيستويسي من دوري الدرجة الأولى الإيطالي C1 عام 2002/2003 وليفورنو من الدرجة الثانية عام 2003/2004، ليصل بقيادة كريستيانو لوكاريللي من قبل AMARANTO العودة إلى دوري الدرجة الأولى الإيطالي وكان مدرب فريق ريجينا 2004-2007، يقود الجانب كالابريا إلى دوري الدرجة الأولى بقاء في ثلاثة مواسم متتالية، وكان آخر حصل في اليوم الأخير من الموسم على الرغم من خصم 11 نقطة.

## سامبدوريا
في 31 مايو 2007 وأعلن أنه على أنها جديدة مدرب سامبدوريا. وشغل منصب مدرب سامبدوريا لمدة موسمين، والإشراف على تحسن كبير في النتائج، وذلك بفضل أمثال انطونيو كاسانو، الذي اشاد علنا قدرات التدريب مازاري ل. انتهت حملة سامبدوريا 2007-08 في المركز السادس للإعجاب، والتي ضمنت التأهل لكأس الاتحاد الأوروبي. تراجع حظوظ مازاري بشكل طفيف في 2008-09، كما انتهت blucerchiati حملتهم في مكان 13TH، ورغم ذلك، تمكن من توجيه فريقه إلى نهائي كأس إيطاليا، ولا سيما هزيمة انتر ميلان حامل اللقب 3-1 في مجموع المباراتين في الدور نصف النهائي، قبل هزم بالركلات الترجيحية أمام لاتسيو في المباراة النهائية. غادر مازاري سامبدوريا بالتراضي في نهاية موسم 2008-09.
== نابولي ==دزددزدددز
في 6 أكتوبر 2009 تم تعيينه مديرا نابولي، ليحل محل روبرتو دونادوني. مستوحاة مازاري له اتهامات جديدة لإنهاء موسمه الأول في المركز السادس في دوري الدرجة الأولى الإيطالي، وسلمت على عقد جديد لمدة ثلاث سنوات في نهاية حملة. أثبت موسم 2010-11 حتى أكثر نجاحا ومدعومة من وصول باليرمو مهاجم أوروجواي إدينسون إدينسون كافاني، والانتهاء من الرجال مازاري الثالث والمؤهل مباشرة لمرحلة المجموعات من دوري أبطال أوروبا 2011-12. تحت مازاري، ونابولي أصبحت تشتهر قدراتهم في الهجمات على وتيرة، في تشكيل 3-4-3 الذي كان مدعوما من قبل الأرجنتيني ايزيكيل كافاني لافيتزي والسلوفاكي ماريك هامسيك نجم. انهم احتل المركز الثاني في دوري المجموعات بدوري بهم، خلف بايرن ميونيخ الألماني وقبل الكبيرة في الإنفاق مانشستر سيتي من إنجلترا، لكسب التعادل الأخير ضد 16 فريق إنجليزي آخر، تشيلسي الذي تغلب 3-1 على أرضه في مباراة الذهاب بفضل هدفين من ايزيكيل لافيتزي وإدينسون كافاني. حصلوا على ضرب 4-1 على ملعب ستامفورد بريدج بعد الوقت الإضافي، وأنها ألغيت في وقت لاحق من دوري ابطال أوروبا.

### انتر ميلان
انتقل والتر ماتزاري إلى انتر ميلان في صيف عام 2013 خلفا للمدرب اندريه ستراماتشيوني وكانت أول مباراة له أمام جنوى التي انتهت لصالح ماتزاري 2-0 من اقدام يوتو ناغاتومو (د75) ورودريغو بالاسيو (د90)

### التشكيلة المفضلة لماتزاري
عرف ماتزاري بانه يفضل تشكيلة 3-5-2 مع نابولي الإيطالي، لكن منذ قدومه للانتر لعب بتشكيلة 3-6-1 مع مهاجم غير صريح

## روابط خارجية
- والتر ماتزاري على موقع قاعدة بيانات كرة القدم.إي يو (الإنجليزية)
- والتر ماتزاري على موقع بيانات كرة القدم. دي إي (الألمانية)
- والتر ماتزاري على موقع Soccerbase.com (مدرب) (الإنجليزية)
- والتر ماتزاري على موقع Soccerway.com (الإنجليزية)
- والتر ماتزاري على موقع عالم كرة القدم.نت (الإنجليزية)
- والتر ماتزاري على موقع كووورة